# Grigore Popan
Grigore „Nyulu“ Popan (* 1975; † 25. Juli 2009 bei Csenger, Ungarn) war ein rumänischer Fußballspieler.

## Sportlicher Werdegang
Popan spielte für verschiedene Klubs aus der Umgebung von Satu Mare, seine Karriere startete er bei Dinamo Satu Mare. Im Sommer 1997 wechselte der Stürmer nach Deutschland zum FC Bayern Hof in die seinerzeit viertklassige Bayernliga. In der Spielzeit 1999/2000 erreichte er mit der Mannschaft den vierten Tabellenplatz; dabei machte er höherklassig auf sich aufmerksam und zog im Sommer innerhalb Bayerns zum 1. FC Schweinfurt 05 in die Regionalliga weiter. Mit dem Klub wurde er Tabellendritter der Südstaffel und stieg damit in die 2. Bundesliga auf.
Popan kehrte anschließend nach Rumänien zurück und schloss sich dem seinerzeitigen Zweitligisten FC Baia Mare an. Auf den sportlich erreichten Aufstieg in die Divizia A verzichtete der Klub jedoch aus finanziellen Gründen. Der Offensivspieler wechselte zum Drittligisten Victoria Carei, zu dessen Aufstieg in die Divizia B er als Torschützenkönig maßgeblich beitrug. Später wechselte er nach Ungarn zum Drittligisten Mátészalka FC, von dem er zum Zweitligisten Nyíregyháza Spartacus FC weiterzog. Später wechselte er für eine Halbserie zum Viertligisten Turul Micula, bei dem er mit 28 Toren erneut Torschützenkönig wurde und damit die Mannschaft in die Divizia C führte. Zuletzt spielte er wieder in Satu Mare.
Im Juli 2009 verunglückte Popan im Alter von 34 Jahren bei einem Autounfall in der Nähe der ungarischen Ortschaft Csenger tödlich, als er sich unangeschnallt mit seinem Fahrzeug mehrfach überschlug.